# Якимиха (Костромская область)
Якимиха — деревня в составе Ивановского сельского поселения Шарьинского района Костромской области России.

## География
Деревня расположена недалеко от берега реки Ветлуга.

## История
Согласно Спискам населенных мест Российской империи в 1872 году деревня Якимиха большая относилась к 2 стану Ветлужского уезда Костромской губернии. В ней числилось 8 дворов, проживало 39 мужчин и 44 женщины.
Согласно переписи населения 1897 года в деревне проживало 157 человек (80 мужчин и 77 женщин).
Согласно Списку населенных мест Костромской губернии в 1907 году деревня относилась к Рождественской волости Ветлужского уезда Костромской губернии. По сведениям волостного правления за 1907 год в деревне числилось 24 крестьянских двора и 181 житель. Основным занятием жителей деревни был лесной промысел и работа на железной дороге.

## Население
| 2008 | 2010 | 2014 | 2024 |
| ---- | ---- | ---- | ---- |
| 1    | ↘0   | ↗1   | ↘0   |